# Zénon (tribun)
 (janvier 2012).
Zénon saint du christianisme, vivait au IIIe siècle apr. J.-C. dans la ville de Rome en Italie. Il exerçait la fonction de tribun dans l'armée romaine du bas empire. Il mourut martyr entre l'an 298 et 304 de notre ère(selon les sources),, lors des persécutions chrétiennes. Il est honoré le 9 juillet, jour de sa mort d'après l'hagiographie catholique.

## Tradition de saint Zénon le tribun et du lieu de son repos

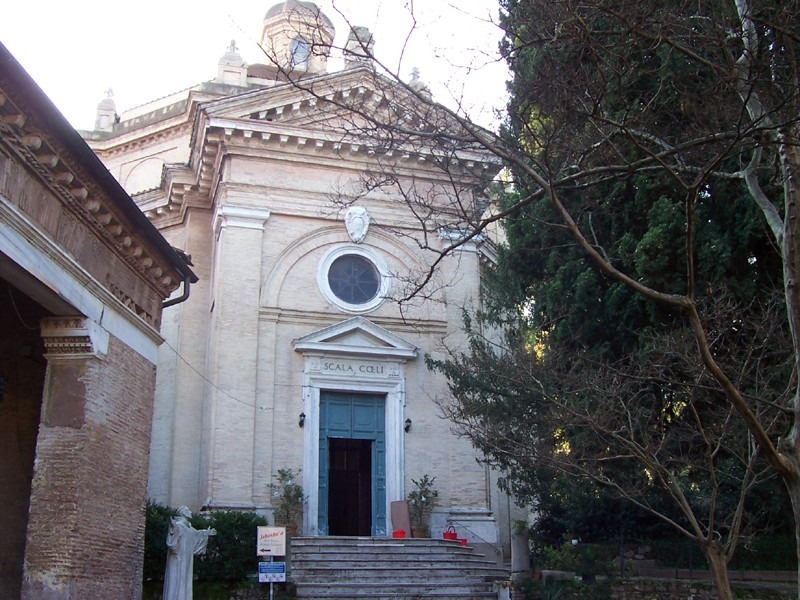
Église Santa Maria Scala Coeli

Le massacre de saint Zénon et de ses compagnons ordonné par Dioclétien et Maximien Hercule le 9 juillet 298 vint encore ajouter aux souvenirs qui consacraient les Trois Fontaines, lieu du martyre de l'apôtre saint Paul deux siècles plus tôt. Les deux empereurs voulant exterminer le christianisme au sein de leurs armées, firent rechercher dans toutes les légions les soldats accusés d'être chrétiens et qui refuseraient de renier Jésus-Christ. Il s'en trouva dix mille deux cent trois ayant à leur tête Zénon leur tribun (capitaine). Ils furent condamnés à construire les thermes (bains) que l'empereur avait résolu de bâtir pour le peuple et pour lui-même.
Quand ces travaux gigantesques, dont les débris forment aujourd'hui plusieurs monuments de la Rome chrétienne furent achevés, craignant, dit un historien, que le grand nombre de condamnés favorisés par l'oisiveté et le repos ne les portât à tramer quelque complot contre la paix publique, l'empereur les fit conduire chargés de chaînes aux Eaux Salviennes et là on les massacra tous jusqu'au dernier. Cette horrible boucherie émut la piété des fidèles de Rome, on recueillit ces précieux restes auprès d'une fontaine qui porta dès lors comme aujourd'hui, le nom de Goutte qui coule toujours «Gutta jugiler manans» et on bâtit au-dessus une église(image à droite) dédiée à la Très Sainte Vierge Marie (Santa Maria scala coeli)[réf. nécessaire]. Tombée en ruines une première fois, elle fut restaurée au XVIe siècle comme nous le dirons plus loin.

## Les catacombes de saint Zénon
C'est près de l'unique autel dédié aujourd'hui à saint Bernard que se trouvent les douze degrés par lesquels on descend dans les catacombes de saint Zénon et de ses soldats martyrs. Un autel dédié à saint Zénon et à saint Paul se trouve en cet endroit. Autrefois dit une vieille tradition, un souterrain partait de là et allait se continuant jusqu'à la basilique Saint-Paul-hors-les-Murs.
Au jour de la fête de Saint Anastase, les moines de Saint-Paul passant par ces catacombes se rendaient processionnellement à l'église du Saint titulaire. De leur côté, les religieux de Saint-Vincent et de Saint-Anastase allaient par la même voie à Saint-Paul à l'occasion de la station du quatrième mercredi du Carême qui se célébrait dans la basilique. Aujourd'hui la communication souterraine est détruite et quelques savants doutent qu'elle ait jamais existé. Mais ce qui reste, c'est le caveau dans lequel l'apôtre Paul passa les derniers moments de sa vie, avant son supplice.
Une inscription gravée sur le mur rappelle le nom de Zénon et le nombre de ses compagnons. On peut lire sur la porte de la crypte où ils reposent : hic requjescunt corpora s martyris zenonis triruni et sociorum militum decem millium ducentorum trium. Ici reposent les corps du saint martyr Zénon tribun et de dix mille deux cent trois soldats ses compagnons»».
Le pape Pascal Ier fit transférer les reliques du saint dans Rome intra-muros, dans la basilique Sainte-Praxède. Une plaque de marbre dans la nef de l’édifice liste les reliques des trois saints transférées par Pascal Ier, dont celles de Zénon.

## Église Santa Maria Scala Coeli
La partie supérieure de cette église est de forme octogonale et terminée par une coupole. Vignole en a fait les dessins en 1582 par ordre du Alexandre Farnèse (cardinal), alors abbé commendataire. On voit dans l'abside de la chapelle dédiée à saint Bernard une mosaïque du florentin François Zucca, qui est regardée comme la première du genre moderne. L'église a pris le nom d'Échelle du Ciel (Santa Maria scala coeli) à la suite d'une vision de saint Bernard, qui célébrant un jour la messe pour les morts, dans l'antique église bâtie en cet endroit, fut ravi en extase et vit une échelle s'élevant de la terre aux cieux, par laquelle les anges conduisaient les âmes délivrées du purgatoire à la suite du saint sacrifice. Le tableau de l'autel représente. Un autre tableau de cette église représente le mystère de l'Annonciation. Cette église possède trois autels, le premier dédié à Marie sous le vocable de l'Annonciade en face de la porte d'entrée, le second aux saints martyrs Zénon et ses compagnons à droite en entrant, le troisième à saint Bernard avec sa mosaïque.
Sans doute saint Bernard a rendu cette église célèbre par sa vision, mais cette église est une des plus anciennes du monde dédiées à la Marie (mère de Jésus), car elle le fut dès la dernière année du IIIe siècle. Elle a été construite à l'occasion du massacre de la légion de saint Zénon et de ses compagnons.

## Autres Saint Zénon
TABLE HAGIOGRAPHIQUE.
Pages 590-591
- S. Zénon, Zeno, martyr en Égypte (époque indéterminée). 15 janvier.
- S. Zénon, martyr à Ostie, en Italie, vers l'an 269. 18 janvier.
- S. Zénon, le Courrier, religieux à Antioche, honoré chez les Grecs. 10 février.
- S. Zénon, martyr romain, honoré à Bologne, en Italie. 14 février.
- S. Zenon, martyr à Rome (à une époque indéterminée). 14 février.
- S. Zénon, martyr à Antioche (à une époque indéterminée). 15 février.
- S. Zénon, martyr en Afrique (à une époque indéterminée). 23 février.
- S. Zénon, martyr en Asie (à une époque indéterminée). 23 février.
- S. Zénon, martyr (en un temps et en un lieu indéterminés). 5 avril.
- S. Zénon, martyr en Afrique, sous l'empereur Dèce. 10 avril.
- S. Zénon, évêque de Vérone et martyr, sous Gallien IV, 350. 12 avril. (8 décembre.)
- S. Zénon, martyr dans l'ile de Corcyre, vers l'an 100. 28 avril.
- S. Zénon, martyr à Axiopolis, en Bulgarie (époque indéterminée). 9 mai.
- S. Zénon, diacre, honoré à Bayeux, dans les Gaules. 16 mai.
- S. Zénon, confesseur, honoré chez les Grecs. 12 juin.
- S. Zénon, anachorète en Égypte et confesseur. 19 juin.
- S. Zénon, martyr à Philadelphie, en Arabie. 23 juin.
- S. Zénon, martyr à Rome, aux Eaux-Salviennes, au IIIe siècle. 9 juillet.
- S. Zénon, martyr à Tomes, en Mésie (époque indéterminée). 9 juillet.
- S. Zénon, martyr à Trieste, en Illyrie, au IIIe siècle. 13 juillet.
- S. Zénon, martyr à Alexandrie (époque incertaine). 13 et 18 juillet.
- S. Zénon, honoré au diocèse de Nevers, diacre. 21 août.
- S. Zénon, martyr à Nicomédie, sous l'empereur Maximien. 22 août.
- S. Zénon, martyr à Nicomédie, sous l'empereur Dioclétien, vers 303. 2 septembre.
- S. Zénon, martyr à Nicomédie (à une époque indéterminée). 3 septembre.
- S. Zénon, martyr à Mélitine, en Arménie, sous l'empereur Dioclétien. 5 septembre.
- S. Zénon, martyr à Gaza, en Palestine, sous l'empereur Julien. 8 septembre.
- S. Zénon, Zenas, Zeno, évêque de Diospolis, disciple de Notre-Seigneur. 27 septembre.
- S. Zénon, Zeno, évêque de Bénévent, en Italie, et confesseur. 17 octobre.
- S. Zénon, soldat, martyr en Égypte. 20 décembre.
- S. Zénon, soldat, martyr à Alexandrie, en 249. 20 décembre.
- S. Zénon, soldat, martyr à Nicomédie, sons l'empereur Dioclétien, en 303. 22 décembre.
- S. Zénon, Zeno, évêque de Majuma, en Palestine, et confesseur. 26 décembre.

Extrait de : Les petits Bollandistes : vies des saints, Tomes XVII, d'après les Bollandistes par Mgr Paul Guérin, vies des saints de l'ancien et du nouveau testament, Paris, 1870 - 17 volumes. Gallica.bnf.fr

#### Photographies en lien avec Saint Zénon
- Abside de Santa Maria Scala Coeli
- Ultime prison de Saint Paul
- Haut de la coupole de l'église Santa Maria Scala Coeli
- Autel de Saint Zénon et de Saint Paul
- Belles images intérieur de l'église
- Peinture moderne du martyre de Saint Zénon